# 韓医師
韓医師（かんいし）とは、韓方専門医師の略で韓国の伝統医学である韓医学を実践する医師のことで、大韓民国における国家資格である。日本の日本医師会のような任意加入ではなく、医療法で大韓韓医師協会に加入が義務付けられている。中国語や日本語では漢医師と表記される。

## 概要
韓国では西洋医学の医師と韓医師が並立して存在しており、互いの権益保護のため、医師は鍼灸術を行ったり、韓方薬を処方することができず、韓医師も西洋医学の医薬を処方することができない。韓国において鍼灸術を独占的に行うことができる資格である。
朝鮮時代より伝わる伝統医学を継承する「漢医師（旧称：医生）」をもとに、日本統治時代以来の「鍼士」「灸士」の資格を発展的解消して創設された資格である。なお旧法令による鍼士・灸士も、経過措置で従前の業務を行うことができる。

## 歴史
- 1900年　大韓帝国政府より医士規則が制定されて、西洋医学の医師と伝統医学の医生の制度が制定される。
- 1914年10月29日　朝鮮総督府が朝鮮総督府警務摠監令第10号で按摩術、鍼術、灸術経営業取締規則が制定され、これら類似医療業者の免許取得要件は普通学校（現・小学校）1年修了者（1923年10月26日以後は3年修了者）であり、各分野ごとに免許が交付された。
- 1946年4月　在朝鮮アメリカ陸軍司令部軍政庁保健厚生部訓令によって按摩術、鍼術、灸術経営業取締規則の効力を停止させる。
- 1948年4月1日　東洋大学館が4年制の乙種大学として開講。
- 1951年　国民医療法第59条に類似医療業者（鍼士、灸士、按摩士、接骨士）制度、漢医師制度が制定され、従来の医生は漢医師となった。
- 1953年3月　東洋大学館をソウル漢医科大学に変更。
- 1955年3月　ソウル漢医科大学に薬学部を設置し、東洋医薬大学に改称。
- 1960年11月28日　保健社会部は保社部令第56号に類似医療業者令を設定し鍼士、灸士、按摩士、接骨士の資格試験を規定する。
- 1962年7月　国家再建最高会議は国民医療法第59条を削除し、医療法附則経過規定（鍼士、灸士、按摩士、接骨士の既得権者に対する管理規定）を設定し鍼灸士制度を廃止する。
- 1963年12月　政府法で東洋医薬大学は4年制から6年制（予科：2年、本科：4年）の東洋医科大学に改称。
- 1965年3月　東洋医科大学は慶熙大学校医学部韓医学科に併合される。
- 1977年　慶熙大学韓医科大学付属病院で研修医制度が開始。
- 1986年　医療法を改正し漢医学を韓医学に名称変更。
- 1986年　韓方医療保険が適用される。
- 2001年　韓方専門医制度が作られ、2002年に第1回試験が行われた。

## 韓医師資格取得方法
韓医科大学（ko:한의과대학）の韓医予科に進学し2年間の課程を修了し、韓医学科に進学後、国家試験に合格する。

### 韓医師養成施設
- 慶熙大学校
- 圓光大学校
- 東国大学校
- 大田大学校
- 東義大学校
- 嘉泉大学校
- 大邱韓医大学校
- 又石大学校
- 東新大学校
- 尚志大学校
- 世明大学校

### 韓方専門医
韓医師免許取得後、韓方専門病院で韓方研修医として4年間（インターン1年、レジデント3年）の研修を行う。